# HMS Renown (1895)
«Ринаун» (англ. Renown) — британский эскадренный броненосец 2-го класса. Заложен в феврале 1893 года, спущен на воду 8 мая 1895 года, вошёл в строй в январе 1897 года. Продан на слом в 1913 году.

## Конструкция

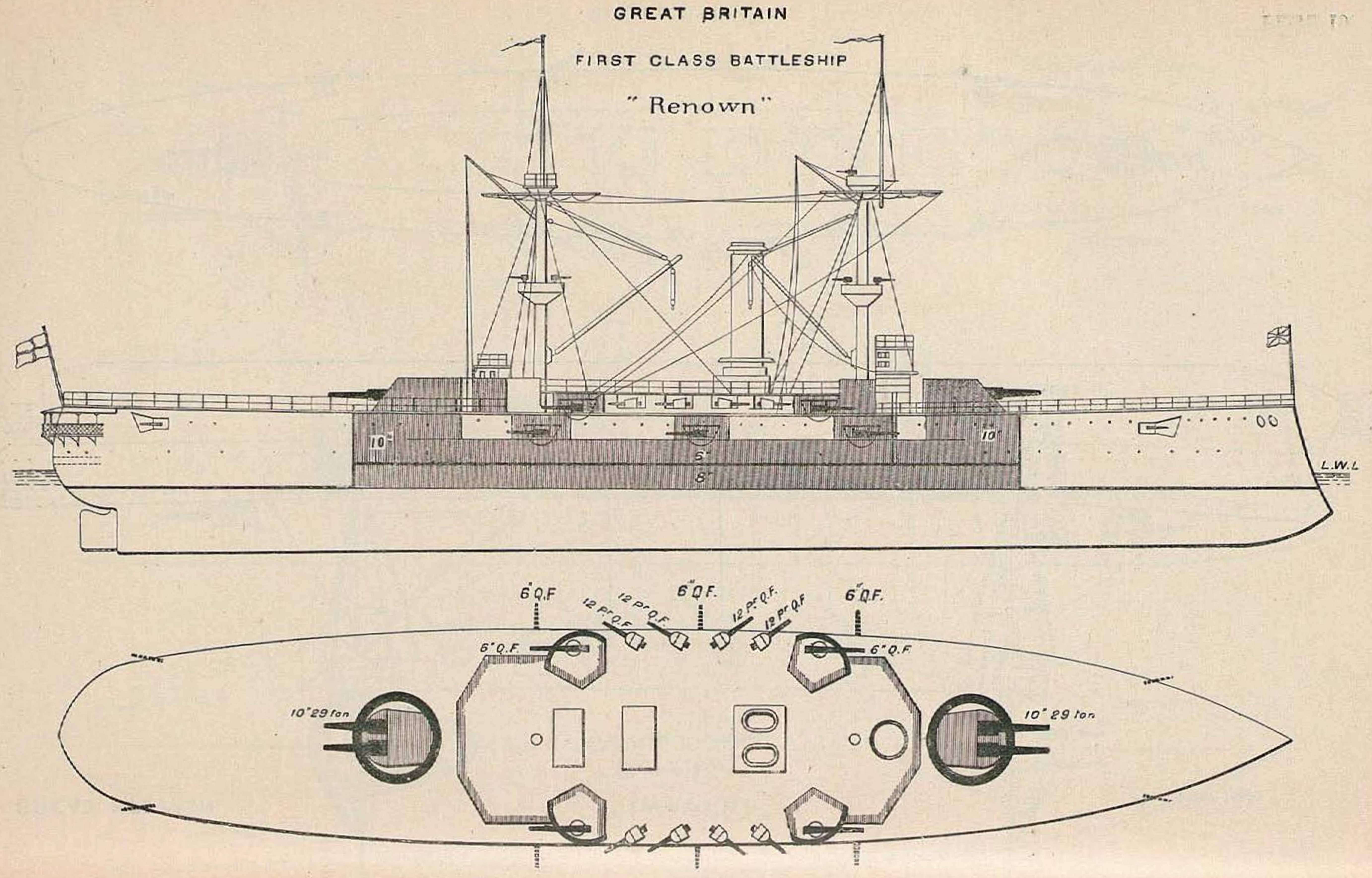
«Ринаун». Схема.

«Ринаун» стал первым британским линкором с выпуклой защитной палубой, первым с казематами на верхней палубе, первым, защищённым исключительно стальной бронёй.
Как предполагалось вначале, «Ринаун» должен был стать головным кораблём очередной серии линкоров с 12-дюймовыми орудиями нового образца, однако после того, как стало ясно, что орудие не будет вовремя сконструировано, изготовлено и испытано, проект оперативно переделали под 10-дюймовые пушки «Центуриона».

### Силовая установка
Главная энергетическая установка включала в себя восемь цилиндрических паровых котлов с рабочим давлением 155 фунтов на квадратный дюйм (1,069 кПа, 11 кГс / см²) и две паровые машины тройного расширения, проектная мощность силовой установки: 10 000 л. с.
Проектная скорость — 17 узлов (31 км / ч). Силовая установка оказалась более мощной, чем ожидалось, и «Ринаун» достиг 18,75 узлов (34,73 км / ч) во время сдаточных испытаний при дутье в котлы. Запас угля: 1890 дл. тонн (1920 тонн), что позволяло пройти 6400 морских миль (11 900 км, 7 400 миль) на ходу 10 узлов (19 км / ч).

### Вооружение
Главный калибр включал четыре 254-мм орудия Mark IV с длиной ствола 32 калибра, установленные в двух башнях и оснащался гидроприводом наведения. Конструкция боевого отделения башен была практически такой же как на «Центурионе», но тыльная сторона была уже защищена бронёй. Заряжание орудий производилось лишь при развороте башен по диаметральной плоскости .
Средний калибр — из 10 152-мм орудий четыре помещались на верхней палубе в казематах из 102-мм брони по углам батареи 76-мм орудий и могли вести огонь, как по оконечностям, так и на траверз. Остальные шесть 6" орудий помещались под верхней палубой и защищались с бортов 152-мм бронёй — по сравнению с «Ройал Совереном» вспомогательное вооружение «Ринауна» было как бы перевёрнуто, боевая эффективность 6" пушек в результате заметно снизилась.

### Бронирование
В конструкция броневой защиты корабля имелось два нововведения:
1. палуба получила скосы к нижней кромке пояса вместо того, чтобы просто перекрывать его по верхней кромке, как до этого;
2. толщина бронирования по ватерлинии было уменьшена, защита оконечностей увеличена.

Комбинация карапасной палубы с поясным бронированием привела к решению, пришедшем на смену принципу «всё или ничего» и утвердившемуся в Королевском флоте на последующие 20 лет и было заимствовано многими флотами.

Схема защиты, применённая на «Ринауне»

 Снаряду, пробившему поясную плиту, предстояло ещё иметь дело с наклонёнными под углом 45° тремя дюймами стали, выше и ниже которых располагались угольные ямы — номинально подобная комбинация признавалась эквивалентной 150 мм вертикальной брони. Как показали опыты, шансы поражения надводного борта возрастали по мере увеличения его высоты, так что соображения относительно сосредоточения бортовой защиты в виде узкого толстого пояса по ватерлинии оказалась под большим вопросом. В проекте «Ринауна» эта концепция была развита далее — пояс по ватерлинии уменьшен по толщине до 203 мм, а высвободившийся вес использован на устройство толстого скоса нижней палубы позади него и утолщение верхнего пояса до 152 мм. Верхний пояс предназначался для защиты от огня средних калибров.
На французских броненосцах «Карно» и «Шарль Мартель» имелся узкий пояс из 460-мм брони (возвышался над проектной ватерлинией корабля в нормальном грузу лишь на 0,5 м), который перекрывался 70-мм стальной палубой. Над этим поясом имелась только полоса 100-мм брони шириной 1 м, выше которой не было никакой вертикальной защиты. В итоге получалось, что весь надводный борт выше отметки 1,7 м от ватерлинии мог быть превращен огнём современных скорострельных орудий в решето, сквозь которое уже на углах крена 9° вода могла свободно вливаться внутрь, распространяясь поверх броневой палубы. В противоположность этому 152-мм бортовая броня «Ринауна» доводила высоту надводного защищённого борта до 2,8 м — до уровня средней палубы.

## Служба
Введён в строй в июне 1897 в качестве флагманского корабля Юбилейного смотра, затем стал флагманским кораблём Североамериканской и Вест-Индской станции вице-адмирала Дж. Фишера. Два года спустя Фишер получил назначение командующим Средиземноморской эскадрой и перешёл на Средиземное море вместе с «Ринауном», который таким образом продолжал состоять в качестве флагманского корабля до февраля 1902 года. Корабль хорошо держался в море, был поворотлив и отличался плавной качкой, идеально соответствуя понятию «линкор-яхта», в качестве какового он и использовался в 1902—1905 годах. Оборудован для путешествия четы принца и герцогини Коннаутских в Индию; в октябре 1902 года сняты 6" орудия на средней палубе. По возвращении выведен в Резерв флота в Портсмуте до июля 1904 года, когда вновь введён в строй для манёвров. Прошёл большой ремонт в 1904—1905 годах. Вступил в состав резерва в феврале 1905 г. Вновь оборудован для путешествия наследной четы в Индию в апреле-октябре 1905 года (все оставшиеся 6" орудия сняты). В 1907 году был включён в состав 4-й дивизии Флота Метрополии. Тендер «Виктори» с октября 1909 года, затем учебный корабль кочегаров (получил удар от водолея «Эйд» 26 сентября 1911 года, причинивший небольшие повреждения). В январе 1913 года определён к сдаче на слом и отбуксирован в Мазербэнк в декабре 1913 года. Продан в 1914 году.